# Río Fly
El río Fly (en Tok Pisin, wara Flai; en inglés, en el original, Fly River, que significa «mosca») tiene 1050 kilómetros, es el segundo río más largo, después del río Kapuas, en Papúa Nueva Guinea. Nace en las montañas Star, y cruza las tierras bajas del el suroeste antes de desembocar en el golfo de Papúa en un gran delta.

## Geografía

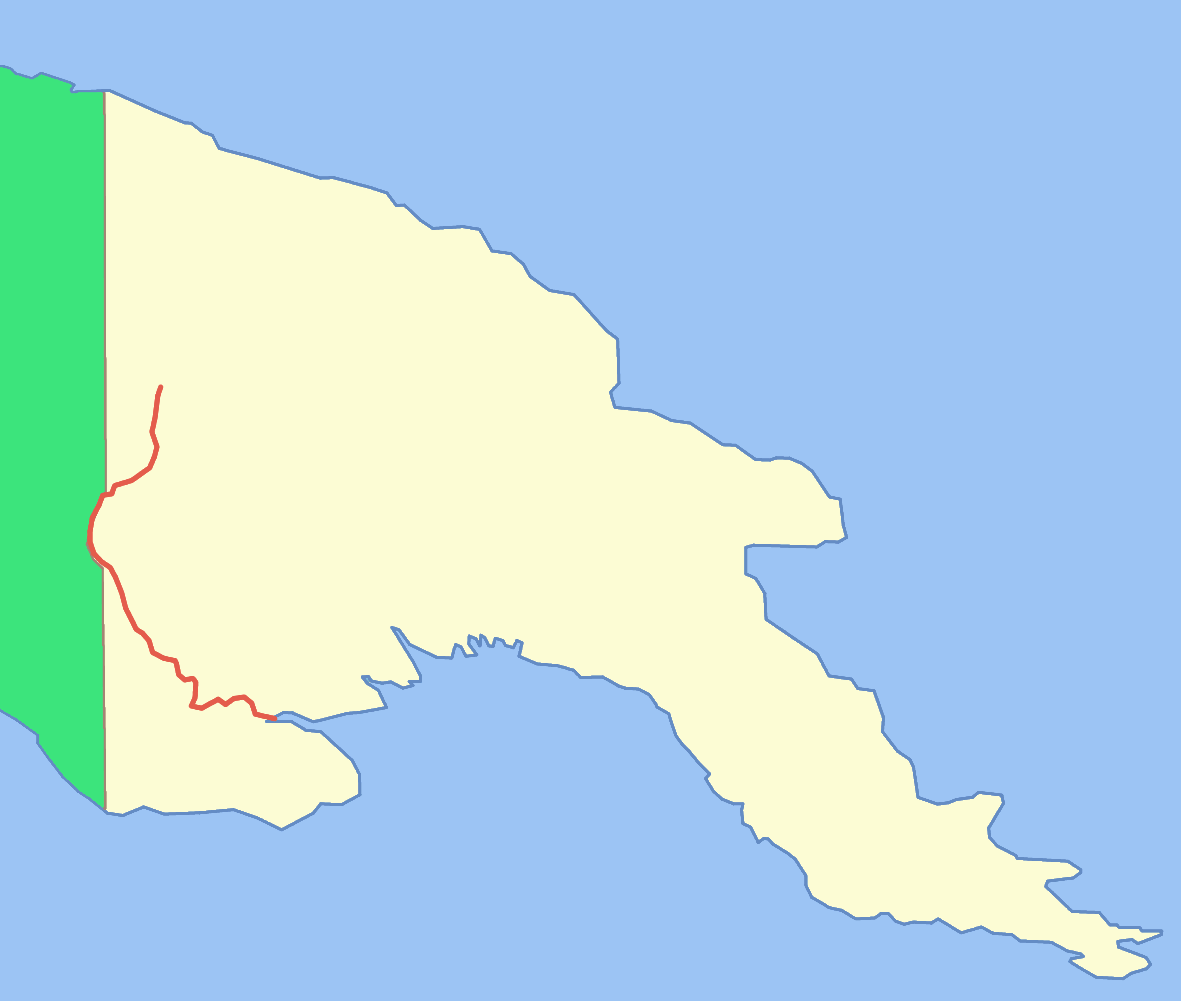
Mapa mostrando el pequeño añadido al oeste de la frontera 141°E.

El río Fly fluye principalmente a través de la Provincia Occidental, aunque un pequeño tramo forma la frontera natural entre Papúa Nueva Guinea y la provincia indonesa de Papúa Meridional. En esta sección sobresale ligeramente hacia el oeste de la línea de longitud de los 141°E, acordada como frontera entre Papúa Nueva Guinea e Indonesia. Para compensar esta ligera ganancia de territorio de PNG, la frontera al sur del río Fly está ligeramente desplazada un poco al este de los 141°E. Como parte de tal acuerdo, Indonesia tiene el derecho de utilizar el río Fly para la navegación hasta su desembocadura. 
Los principales afluentes del río Fly son los ríos Strickland y Ok Tedi. Ambos ríos han sido fuente de controversia medioambiental debido a los residuos que vierten al río las escombreras de las minas Porgera y Ok Tedi. En 2008, el Dr. Ian Campbell, exasesor de «Ok Tedi Mining Limited», declaró que los datos de la empresa sugieren que importantes porciones de la llanura de inundación del río Fly se encuentran en alto riesgo por el vertido ácido de las minas.

## Delta

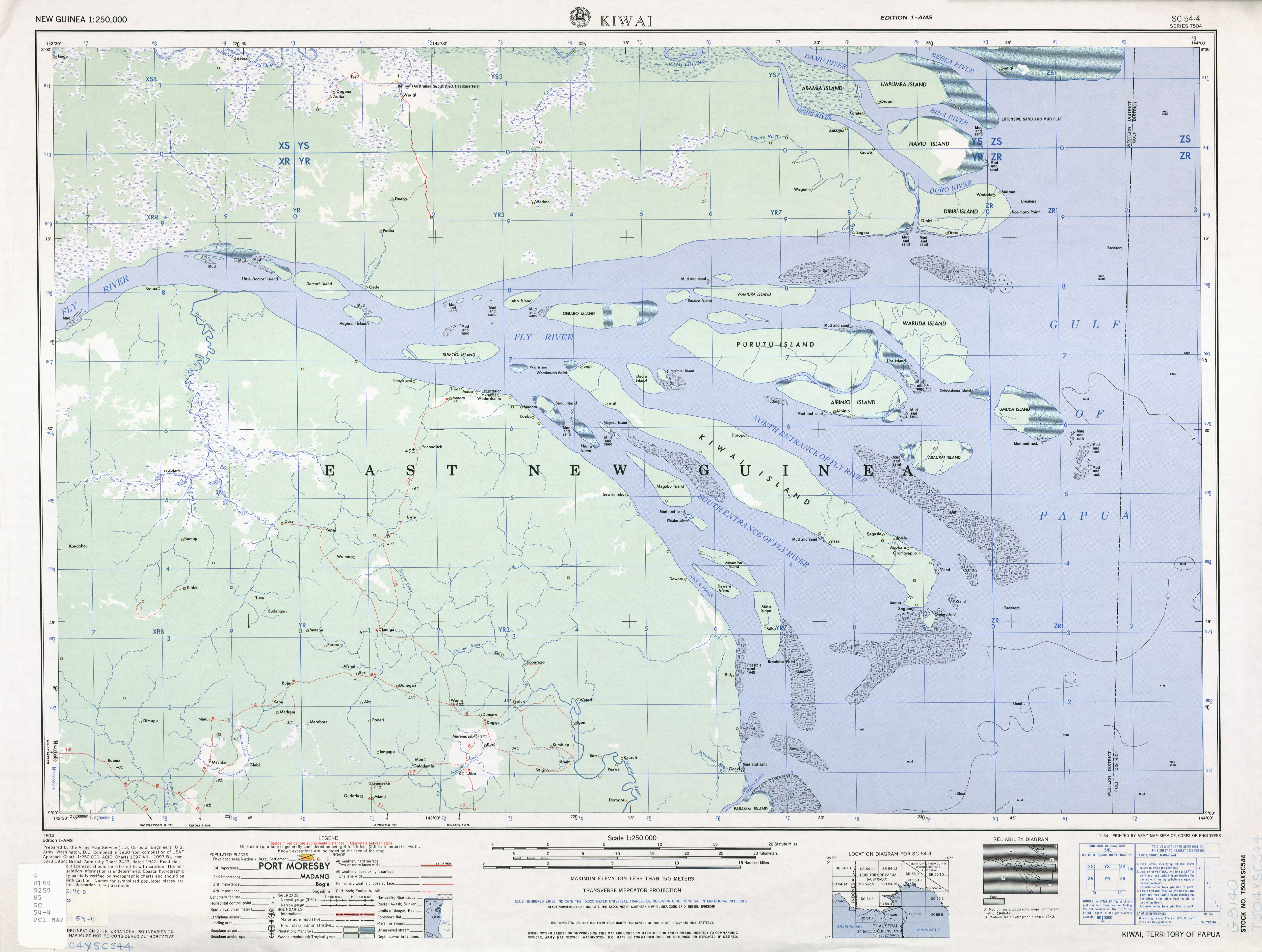
Mapa del delta del río Fly.

El estuario del río Fly tiene una anchura de 56 km en su entrada, pero solo 11 km de ancho a la altura de la isla Kiwai, que puede ser considerada como la desembocadura del río. Por encima de esta isla el río se contrae gradualmente hasta una anchura de 1,6 km o menos. 
El delta del río está tachonado con islas bajas y pantanosas, cubiertas de manglares y palmas de nipa, con aldeas y zonas cultivadas en algunas de ellas. Las islas en el estuario son llanas y están cubiertos con un grueso y fértil suelo aluvial, como la tierra a ambos lados del estuario. Las islas mayores son las islas Kiwai (359,1 km²), Purutu (186 km²), Wabuda (109 km²), Aibinio, Mibu y Domori. Kiwai, Wabuda y Domori están habitadas. 
Los habitantes del delta del río Fly participan en la agricultura y la caza. Se cultiva la palma de coco, el árbol del pan, el plátano, la palma de sagú y la caña de azúcar.

## Historia

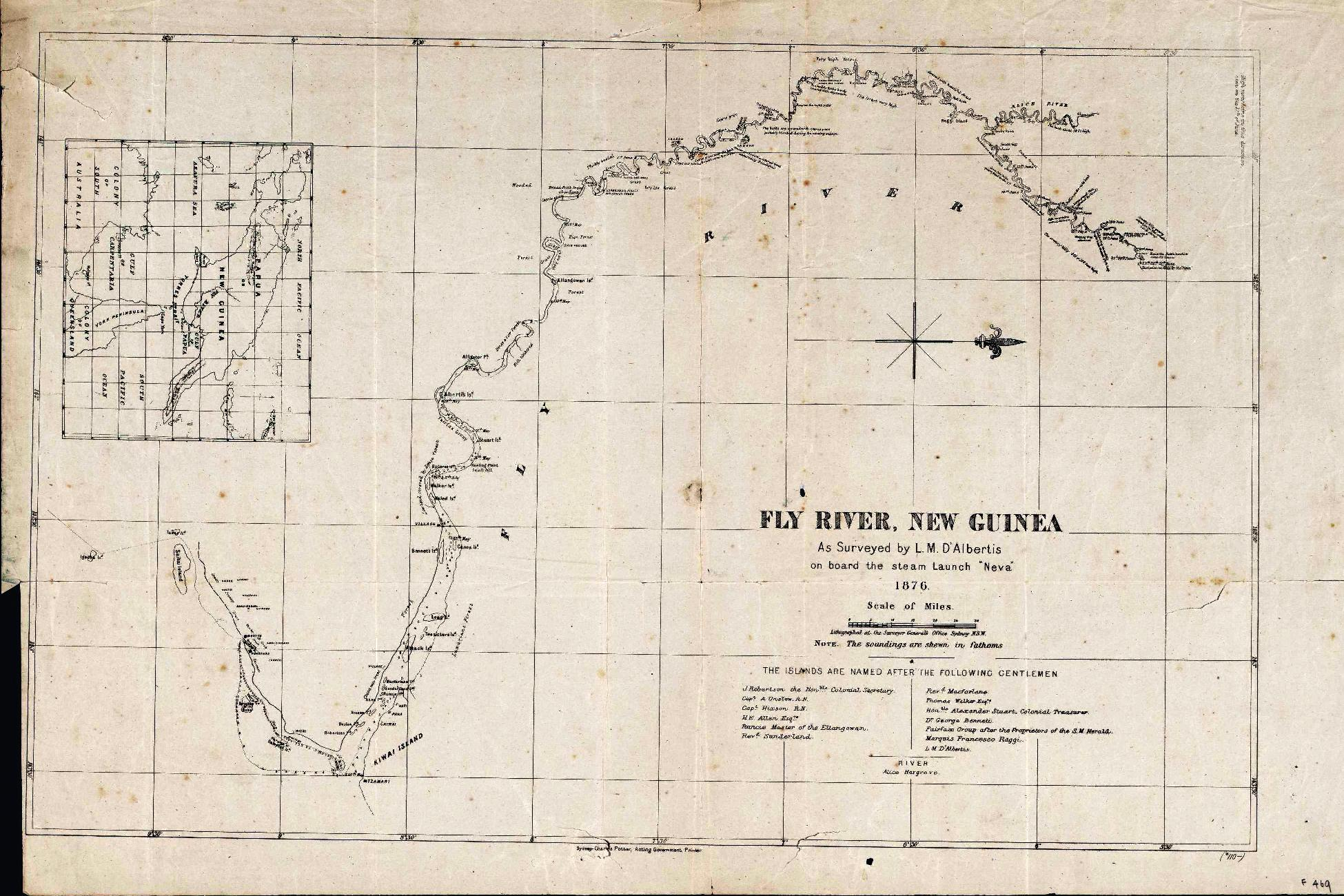
El mapa original de la exploración de L.M. D'Albertis en 1876.

El río Fly fue descubierto por los europeos en 1842 cuando el oficial naval inglés Francis Blackwood (1809–54), al mando de la corbeta HMS Fly, reconoció la costa occidental del golfo de Papúa. El río fue nombrado como su barco y declaró que sería posible que un pequeño barco de vapor navegase río arriba.
En 1876 el explorador italiano, Luigi D'Albertis (1841-1901), fue la primera persona que realizó ese intento con éxito al viajar 900 kilómetros en el interior de Nueva Guinea, en su vapor, Neva. Fue más hacia el interior que cualquier otro explorador anterior en la isla.